# Porcellio albolimbatus
Porcellio albolimbatus là một loài chân đều trong họ Porcellionidae. Loài này được Arcangeli miêu tả khoa học năm 1924.